# Антарктозавр
Антарктозавр (Antarctosaurus, букв. «південний ящір») — рід завроподів. Попри ім'я, залишки цього динозавра знайшли зовсім не в Антарктиці — їх відкрили в Південній Америці та Індії, які колись були частинами єдиного південного континенту Гондвани. І хоча зі скам'янілостей не вдалося скласти цілого скелета, проте вчені виявили частини черепа, що зустрічається вкрай рідко. Судячи зі знахідок, антарктозавр був одним з найбільших і поширених динозаврів в південній півкулі.
Перший знайдений скелет антарктозавра виявився на рідкість повним для такої величезної тварини. Він складався з черепа і щелеп, плечових кісток, а також частин ніг і стегон. Проте, є сумніви, що все це рештки однієї й цієї ж тварини. Антарктозавр був знайдений в Південній Америці, однак схожі скам'янілості були видобуті із землі в Індії та Африці.
У Південній Америці знайшли скам'янілі яйця, які належали цій тварині або якомусь іншому представнику родини титанозаврів. Розміром з невелику диню, вони містили цілі зародки, вкриті шкірою.

## Опис
Антарктозавр характеризується досить тонкими ногами щодо розмірів тіла і маленькою головою з великими очима і широким рилом всього з декількома зубами у формі кілочків попереду. Щелепи, квадратні спереду, що припускає обскубування рослинності на нижньому рівні або навіть на землі, як спосіб живлення. Хоча це один з найбільш відомих південних завроподів, досі існують значні розбіжності щодо того, чи всі виявлені фрагменти належать одному і тому ж роду. Один зразок — це стегнова кістка завдовжки 2,3 м. Це одна з найбільших коли-небудь знайдених кісток динозавра. Сам динозавр сягав 18 м завдовжки та важив понад 35 т (для Antarctosaurus giganteus розрахункова вага складає 69 т). Слідів панцирних пластин поки не виявили, хоча вважають, що він, як і деякі його родичі, був покритий панцирними пластинами або остеодермами.

## Класифікація
Виділяють 4 види антарктозаврів:
- Antarctosaurus wichmannianus — серед різних особливостей фрагмента черепа — дуже тонкий парасфеноїд і велика передлобна кістка, що разом із лобною кісткою займає більш ніж половину рострального краю лицевого відділу. Також була відсутня носова кістка.

Нижня щелепа попереду була квадратною, подібно як у диплодока (Diplodocus). Череп погано зберігся, тому дослідники відтворили його на основі подібності до диплодока, але більша частина цього відтворення є гіпотетичною. Єдиний погано збережений шийний фрагмент не має ніякої діагностичної цінності. Відомо кілька фрагментарних скелетів і окремі кістки.
- Antarctosaurus giganteus — його схожість з Antarctosaurus wichmannianus дуже істотна, хоча не достатня, щоб віднести, з упевненістю, до одного виду. Antarctosaurus giganteus — один з найбільших описаних видів динозаврів. Не виключено, що Antarctosaurus wichmannianus і Antarctosaurus giganteus- стадії росту одного і того ж виду, оскільки вони з того ж самого геологічного віку. Однак, стратиграфічне дослідження вказує, що вони не були сучасниками.
- Antarctosaurus jaxartensis — відомий по названому, але не описаному стегну (можливо, це інша тварина).
- Antarctosaurus brasiliensis — це вид, відомий по скелету, що мав менші розміри, ніж два перші види, і з коротшою шиєю та хвостом.